# Breviario di San Michele della Chiusa

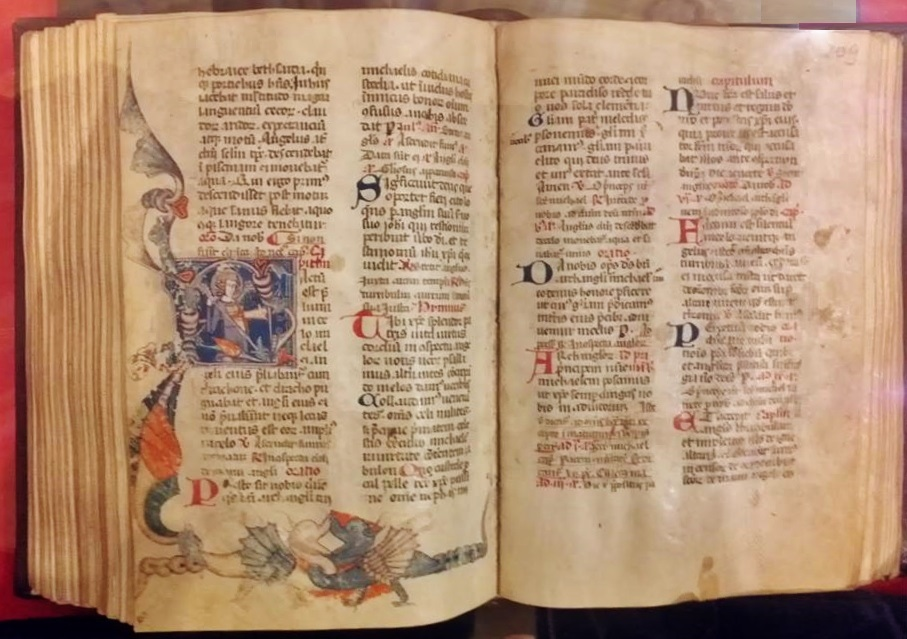
Breviario di San Michele della Chiusa (1315) pagina con miniatura.

Il Breviario di San Michele della Chiusa è un libro liturgico manoscritto del 1315 in due volumi: il Santorale e il Temporale per un totale complessivo di 1390 pagine

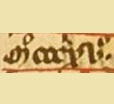
Breviario di San Michele della Chiusa (1315) iscrizione della data di pubblicazione MCCCXV.

## Storia
È stato utilizzato per almeno tre secoli nell ciclo della preghiera quotidiana presso il Monastero di San Michele della Chiusa
 nota come Sacra di San Michele nel territorio del comune di Sant'Ambrogio di Torino in Valle di Susa.

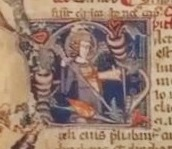
Breviario di San Michele della Chiusa (1315): particolare della miniatura raffigurante San Michele.

Dopo la dispersione della biblioteca della Sacra di San Michele, all'inizio del XIX secolo, il breviario venne riacquistato sul mercato da un facoltoso donatore che lo diede in custodia alla Parrocchia di San Giovanni Vincenzo in Sant'Ambrogio di Torino, che da allora ne cura la conservazione.

## Studi e approfondimenti
Nell'ultimo quarto del XX secolo diversi studiosi approfondirono specifici studi sul Breviario di San Michele, e in particolare i lavori condotti da Costanza Segre Montel, Giacomo Baroffio e Gian Mario Pasquino che ripresero l'intero testo latino traducendolo in italiano e studiandone le melodie gregoriane. Nel 1995 i risultati di questi lavori vennero pubblicati nel volume: Il Millennio Composito di San Michele della Chiusa.
Nel 1999 tramite un progetto co-finanziato il breviario venne digitalizzato e proposto alla diffusione mediante un supporto multimediale.
Il Coro Abbazia della Novalesa iniziò nel medesimo periodo a studiare e cantare le melodie sacre del Breviario, diffondendole al pubblico in numerosi concerti nel corso degli anni, e nell'estate del 2015, in occasione del 700º anniversario pubblicò un cd musicale con 22 brani scelti del Breviario di San Michele della Chiusa.
Nell'anno 2015 è stato celebrato il 700º anniversario del Breviario, promosso da un'apposita commissione costituita presso la parrocchia di San Giovanni Vincenzo in Sant'Ambrogio di Torino, che è stata un'ulteriore occasione di studio e approfondimento dei due testi del Breviario e delle pubblicazioni che nel tempo sono state redatte sull'argomento.
Una mostra pubblica per il 700º anniversario si è tenuta nei mesi di giugno, luglio e settembre 2015, e il 14 novembre 2015 un convegno di studi con esperti europei ha presentato gli ultimi studi sul Breviario di San Michele della Chiusa. A conclusione di questo ciclo di manifestazioni il 21 novembre 2015, giorno della festa liturgica di San Giovanni Vincenzo, il Coro Abbazia della Novalesa ha tenuto presso la Chiesa di San Giovanni Vincenzo in Sant'Ambrogio di Torino il concerto ufficiale del 700º anniversario, con un vasto repertorio di brani gregoriani tratti dai due volumi del Breviario.

## Discografia
il Coro Abbazia della Novalesa, in occasione del 700º anniversario del Breviario della Sacra, ha inciso nel 2015 il CD "Canti dal Breviario della Sacra di San Michele" contenente un repertorio di brani gregoriani tratti dai due volumi del Breviario.